# Takeda Nobumori
Takeda Nobumori (武田 信守?   ????-1582) fue samurái japonés y miembro del clan Takeda durante los periodos Sengoku y Azuchi-Momoyama de la historia de Japón.
Nobumori fue el cuarto hijo del legendario Takeda Shingen. Después de la invasión al territorio del clan de las tropas de Oda Nobunaga y Tokugawa Ieyasu, Nobumori se encerró en el Castillo Shinano, por lo que Oda envió a un monje budista a negociar su rendición, a lo que Nobumori respondió cortándole las orejas y la nariz al monje. En el posterior ataque, Nobumori fue muerto en combate.